# Lista över fornlämningar i Flens kommun (Forssa)
Lista över fornlämningar i Flens kommun (Forssa) är en förteckning av ett urval av de fornlämningar som finns i Forssa i Flens kommun.
| Namn                          | Lämningstyp  | Tillkomsttid | Historisk indelning  | Plats | Läge                 | ID-nr          | Bild                                 |
| ----------------------------- | ------------ | ------------ | -------------------- | ----- | -------------------- | -------------- | ------------------------------------ |
| Forssa 4:1                    | Gravfält     |              | Forssa, Södermanland |       | 59.000470, 16.713112 | 10032200040001 | Ladda upp en bild av detta fornminne |
| Forssa 5:1                    | Fornborg     |              | Forssa, Södermanland |       | 59.000188, 16.709866 | 10032200050001 | Ladda upp en bild av detta fornminne |
| Sofielunds skans (Forssa 6:1) | Fornborg     |              | Forssa, Södermanland |       | 58.994337, 16.706231 | 10032200060001 | Ladda upp en bild av detta fornminne |
| Forssa 7:1                    | Gravfält     |              | Forssa, Södermanland |       | 58.988226, 16.726893 | 10032200070001 | Ladda upp en bild av detta fornminne |
| Forssa 8:1                    | Stensättning |              | Forssa, Södermanland |       | 58.991642, 16.722623 | 10032200080001 | Ladda upp en bild av detta fornminne |
| Forssa 8:2                    | Stensättning |              | Forssa, Södermanland |       | 58.991776, 16.722731 | 10032200080002 | Ladda upp en bild av detta fornminne |
| Forssa 9:1                    | Gravfält     |              | Forssa, Södermanland |       | 58.990680, 16.720932 | 10032200090001 | Ladda upp en bild av detta fornminne |
| Forssa 10:1                   | Gravfält     |              | Forssa, Södermanland |       | 59.031666, 16.714831 | 10032200100001 | Ladda upp en bild av detta fornminne |
| Forssa 11:1                   | Fornborg     |              | Forssa, Södermanland |       | 58.977412, 16.738765 | 10032200110001 | Ladda upp en bild av detta fornminne |
| Forssa 12:1                   | Gravfält     |              | Forssa, Södermanland |       | 59.000744, 16.739991 | 10032200120001 | Ladda upp en bild av detta fornminne |
| Forssa 13:1                   | Gravfält     |              | Forssa, Södermanland |       | 59.014294, 16.641750 | 10032200130001 | Ladda upp en bild av detta fornminne |
| Forssa 14:1                   | Gravfält     |              | Forssa, Södermanland |       | 59.009867, 16.685821 | 10032200140001 | Ladda upp en bild av detta fornminne |
| Forssa 15:1                   | Stensättning |              | Forssa, Södermanland |       | 59.002763, 16.696354 | 10032200150001 | Ladda upp en bild av detta fornminne |
| Forssa 16:1                   | Gravfält     |              | Forssa, Södermanland |       | 58.999301, 16.692167 | 10032200160001 | Ladda upp en bild av detta fornminne |
| Forssa 17:1                   | Stensättning |              | Forssa, Södermanland |       | 58.999785, 16.686460 | 10032200170001 | Ladda upp en bild av detta fornminne |
| Forssa 18:1                   | Stensättning |              | Forssa, Södermanland |       | 58.994620, 16.674503 | 10032200180001 | Ladda upp en bild av detta fornminne |
| Forssa 19:1                   | Stenkrets    |              | Forssa, Södermanland |       | 58.987779, 16.652463 | 10032200190001 | Ladda upp en bild av detta fornminne |
| Forssa 19:2                   | Stensättning |              | Forssa, Södermanland |       | 58.987546, 16.652529 | 10032200190002 | Ladda upp en bild av detta fornminne |
| Forssa 20:1                   | Stensättning |              | Forssa, Södermanland |       | 58.988443, 16.652805 | 10032200200001 | Ladda upp en bild av detta fornminne |
| Forssa 21:1                   | Stensättning |              | Forssa, Södermanland |       | 58.989048, 16.654035 | 10032200210001 | Ladda upp en bild av detta fornminne |
| Forssa 22:1                   | Stensättning |              | Forssa, Södermanland |       | 58.990101, 16.659978 | 10032200220001 | Ladda upp en bild av detta fornminne |
| Forssa 22:2                   | Stensättning |              | Forssa, Södermanland |       | 58.990104, 16.659628 | 10032200220002 | Ladda upp en bild av detta fornminne |
| Forssa 24:1                   | Stensättning |              | Forssa, Södermanland |       | 58.990697, 16.663578 | 10032200240001 | Ladda upp en bild av detta fornminne |
| Forssa 24:2                   | Stensättning |              | Forssa, Södermanland |       | 58.990638, 16.662636 | 10032200240002 | Ladda upp en bild av detta fornminne |
| Forssa 26:1                   | Stensättning |              | Forssa, Södermanland |       | 58.991034, 16.656106 | 10032200260001 | Ladda upp en bild av detta fornminne |
| Forssa 27:1                   | Stensättning |              | Forssa, Södermanland |       | 58.991692, 16.688515 | 10032200270001 | Ladda upp en bild av detta fornminne |
| Forssa 28:1                   | Stensättning |              | Forssa, Södermanland |       | 58.991588, 16.704157 | 10032200280001 | Ladda upp en bild av detta fornminne |
| Forssa 29:1                   | Stensättning |              | Forssa, Södermanland |       | 58.981264, 16.714762 | 10032200290001 | Ladda upp en bild av detta fornminne |
| Forssa 31:1                   | Stensättning |              | Forssa, Södermanland |       | 58.982563, 16.704466 | 10032200310001 | Ladda upp en bild av detta fornminne |
| Forssa 31:2                   | Stensättning |              | Forssa, Södermanland |       | 58.982707, 16.704466 | 10032200310002 | Ladda upp en bild av detta fornminne |
| Forssa 32:1                   | Stensättning |              | Forssa, Södermanland |       | 58.981641, 16.704516 | 10032200320001 | Ladda upp en bild av detta fornminne |
| Forssa 33:1                   | Gravfält     |              | Forssa, Södermanland |       | 58.985348, 16.703566 | 10032200330001 | Ladda upp en bild av detta fornminne |
| Forssa 34:1                   | Stensättning |              | Forssa, Södermanland |       | 58.987871, 16.700224 | 10032200340001 | Ladda upp en bild av detta fornminne |
| Forssa 34:2                   | Stensättning |              | Forssa, Södermanland |       | 58.987935, 16.700364 | 10032200340002 | Ladda upp en bild av detta fornminne |
| Forssa 34:3                   | Stensättning |              | Forssa, Södermanland |       | 58.988070, 16.700370 | 10032200340003 | Ladda upp en bild av detta fornminne |
| Forssa 34:4                   | Stensättning |              | Forssa, Södermanland |       | 58.988261, 16.700806 | 10032200340004 | Ladda upp en bild av detta fornminne |
| Forssa 35:1                   | Gravfält     |              | Forssa, Södermanland |       | 58.989025, 16.704999 | 10032200350001 | Ladda upp en bild av detta fornminne |
| Forssa 36:1                   | Stensättning |              | Forssa, Södermanland |       | 58.986483, 16.694333 | 10032200360001 | Ladda upp en bild av detta fornminne |
| Forssa 37:1                   | Gravfält     |              | Forssa, Södermanland |       | 58.987401, 16.695832 | 10032200370001 | Ladda upp en bild av detta fornminne |
| Forssa 38:1                   | Stensättning |              | Forssa, Södermanland |       | 58.992450, 16.683871 | 10032200380001 | Ladda upp en bild av detta fornminne |
| Forssa 39:1                   | Stensättning |              | Forssa, Södermanland |       | 58.992858, 16.666577 | 10032200390001 | Ladda upp en bild av detta fornminne |
| Forssa 40:1                   | Stensättning |              | Forssa, Södermanland |       | 59.010234, 16.683958 | 10032200400001 | Ladda upp en bild av detta fornminne |
| Forssa 42:1                   | Gravfält     |              | Forssa, Södermanland |       | 58.989941, 16.704844 | 10032200420001 | Ladda upp en bild av detta fornminne |
| Forssa 43:1                   | Stensättning |              | Forssa, Södermanland |       | 58.984806, 16.703476 | 10032200430001 | Ladda upp en bild av detta fornminne |
| Forssa 46:1                   | Gravfält     |              | Forssa, Södermanland |       | 58.998060, 16.727373 | 10032200460001 | Ladda upp en bild av detta fornminne |
| Forssa 47:1                   | Gravfält     |              | Forssa, Södermanland |       | 58.986998, 16.724214 | 10032200470001 | Ladda upp en bild av detta fornminne |
| Forssa 48:1                   | Stensättning |              | Forssa, Södermanland |       | 58.983151, 16.702581 | 10032200480001 | Ladda upp en bild av detta fornminne |
| Forssa 50:1                   | Stensättning |              | Forssa, Södermanland |       | 58.990170, 16.687972 | 10032200500001 | Ladda upp en bild av detta fornminne |
| Forssa 51:1                   | Gravfält     |              | Forssa, Södermanland |       | 58.978245, 16.707768 | 10032200510001 | Ladda upp en bild av detta fornminne |
| Forssa 52:1                   | Stensättning |              | Forssa, Södermanland |       | 58.998402, 16.683866 | 10032200520001 | Ladda upp en bild av detta fornminne |
| Forssa 53:1                   | Stensättning |              | Forssa, Södermanland |       | 58.995476, 16.681111 | 10032200530001 | Ladda upp en bild av detta fornminne |
| Forssa 53:2                   | Stensättning |              | Forssa, Södermanland |       | 58.995351, 16.680881 | 10032200530002 | Ladda upp en bild av detta fornminne |
| Forssa 54:1                   | Stensättning |              | Forssa, Södermanland |       | 58.991516, 16.658903 | 10032200540001 | Ladda upp en bild av detta fornminne |
| Forssa 55:1                   | Stensättning |              | Forssa, Södermanland |       | 58.985901, 16.659124 | 10032200550001 | Ladda upp en bild av detta fornminne |
| Forssa 56:1                   | Stensättning |              | Forssa, Södermanland |       | 58.998635, 16.674710 | 10032200560001 | Ladda upp en bild av detta fornminne |
| Forssa 57:1                   | Stensättning |              | Forssa, Södermanland |       | 59.001701, 16.677770 | 10032200570001 | Ladda upp en bild av detta fornminne |
| Forssa 58:1                   | Stensättning |              | Forssa, Södermanland |       | 58.988675, 16.667953 | 10032200580001 | Ladda upp en bild av detta fornminne |
| Forssa 59:1                   | Stensättning |              | Forssa, Södermanland |       | 58.988487, 16.665754 | 10032200590001 | Ladda upp en bild av detta fornminne |
| Forssa 60:1                   | Stensättning |              | Forssa, Södermanland |       | 58.989712, 16.673269 | 10032200600001 | Ladda upp en bild av detta fornminne |
| Forssa 61:1                   | Gravfält     |              | Forssa, Södermanland |       | 59.013207, 16.716387 | 10032200610001 | Ladda upp en bild av detta fornminne |
| Forssa 62:1                   | Stensättning |              | Forssa, Södermanland |       | 59.013947, 16.636619 | 10032200620001 | Ladda upp en bild av detta fornminne |
| Forssa 62:2                   | Stensättning |              | Forssa, Södermanland |       | 59.013830, 16.636652 | 10032200620002 | Ladda upp en bild av detta fornminne |
| Forssa 64:1                   | Stensättning |              | Forssa, Södermanland |       | 58.999072, 16.732150 | 10032200640001 | Ladda upp en bild av detta fornminne |
| Forssa 68:1                   | Stensättning |              | Forssa, Södermanland |       | 58.971963, 16.683179 | 10032200680001 | Ladda upp en bild av detta fornminne |
| Forssa 69:1                   | Stensättning |              | Forssa, Södermanland |       | 58.970514, 16.714603 | 10032200690001 | Ladda upp en bild av detta fornminne |
| Forssa 71:1                   | Gravfält     |              | Forssa, Södermanland |       | 58.989289, 16.706541 | 10032200710001 | Ladda upp en bild av detta fornminne |
| Forssa 73:1                   | Gravfält     |              | Forssa, Södermanland |       | 59.047455, 16.702256 | 10032200730001 | Ladda upp en bild av detta fornminne |